# Auguste Tronquois
Auguste Tronquois, né le 23 février 1829 à Seignelay dans l’Yonne et mort le 30 mars 1884 à Paris, est un architecte français actif sous le Second Empire et au début de la Troisième République.

## Biographie

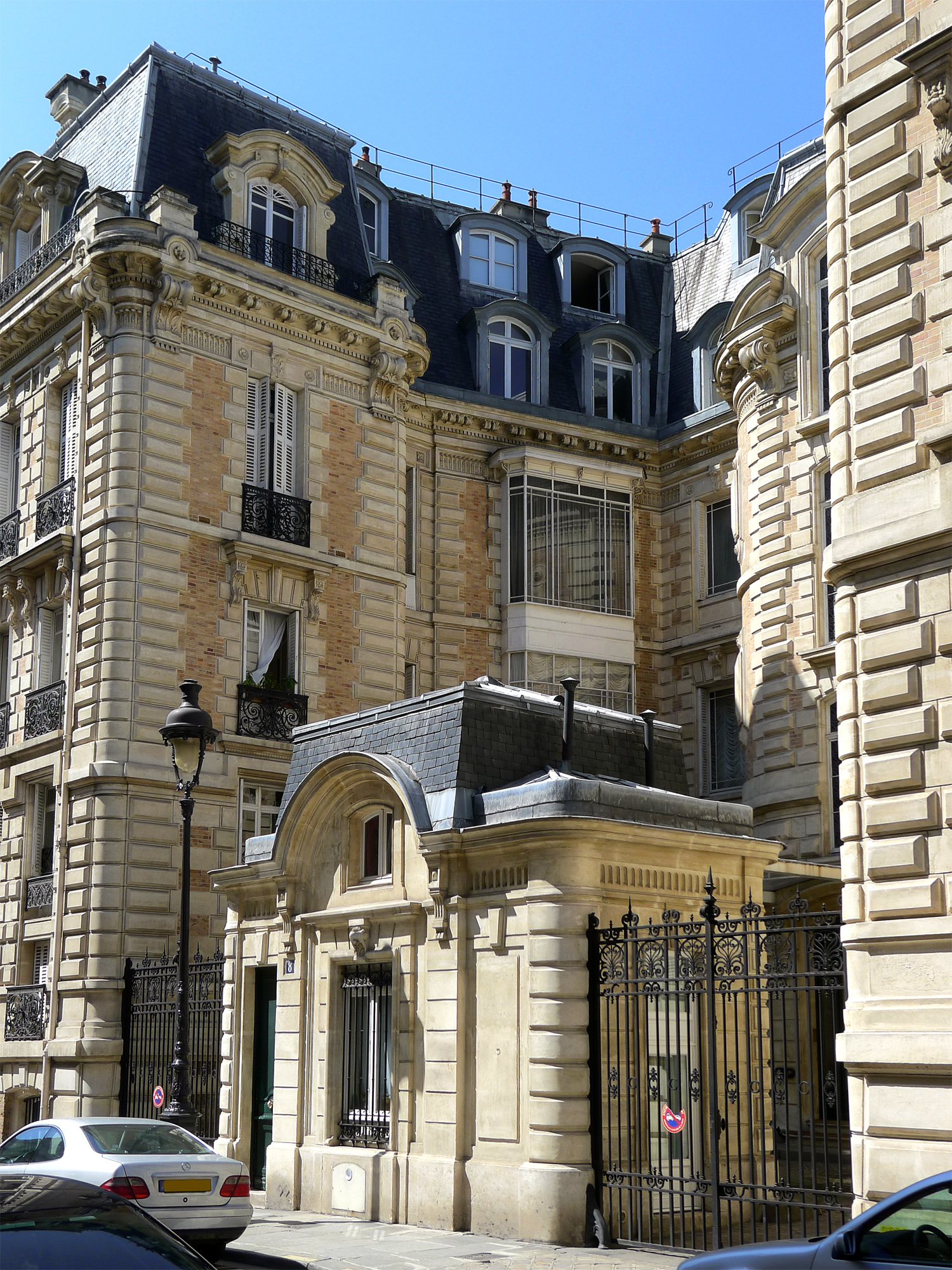
No 8, rue Murillo, Paris.

Fils d’un boulanger, Auguste Tronquois voit le jour le 23 février 1829 à Seignelay dans l’Yonne.
Admis à l’École des beaux-arts en 1852, il est l’élève de Vaudremer et de Léon Chabouillé. 
Il réalise principalement des hôtels particuliers. Son œuvre est notamment visible dans le 8e arrondissement de Paris.
Il meurt le 30 mars 1884 à Paris. Il est alors domicilié au no 8 bis,  avenue Percier.

## Réalisations

### ÀParis

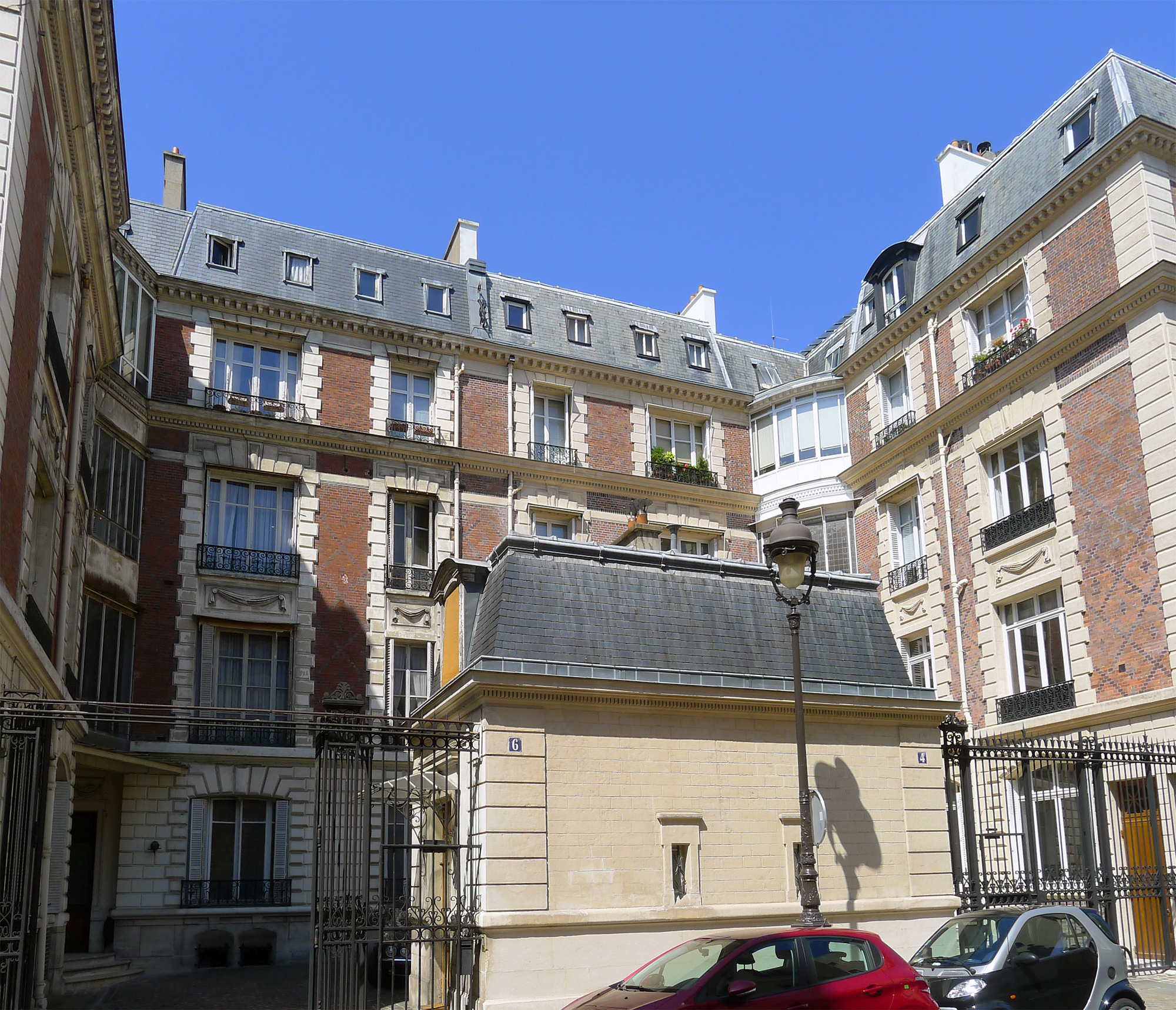
Nos 4-6, rue Murillo, Paris.

- 1869 : immeuble de style néo-Louis XIII situé aux nos 4-6, rue Murillo, Paris, 8e arrondissement. Façade de trois étages carrés sur rez-de-chaussée en pierre et brique rouge organisée autour d'une cour séparée de la rue par des grilles. À l'alignement, les grilles sont interrompues par un pavillon en pierre servant de conciergerie. La façade postérieure donne sur le parc Monceau. L'immeuble est très représentatif du lotissement luxueux autour du parc réalisé par Émile Pereire après 1860. Il s'agissait à l'origine de deux hôtels particuliers indépendants ;
- 1869 : immeuble signé en façade au , rue de Lisbonne, Paris, 8e arrondissement ;
- 1869 : immeuble de style néo-Louis XIII au no 16, rue Rembrandt (angle rue Murillo), 8e arrondissement[4] ;
- 1876-1877 : ancien grand magasin Au Gagne-Petit aux no 21 et no 23 avenue de l’Opéra, Paris, 1er arrondissement[5] ;
- 1877-1878 : hôtels particuliers aux nos 51-53, boulevard de Courcelles, Paris, 8e arrondissement ;
- 1879 : hôtel particulier au no 8, rue de Prony, Paris, .

### À l’étranger

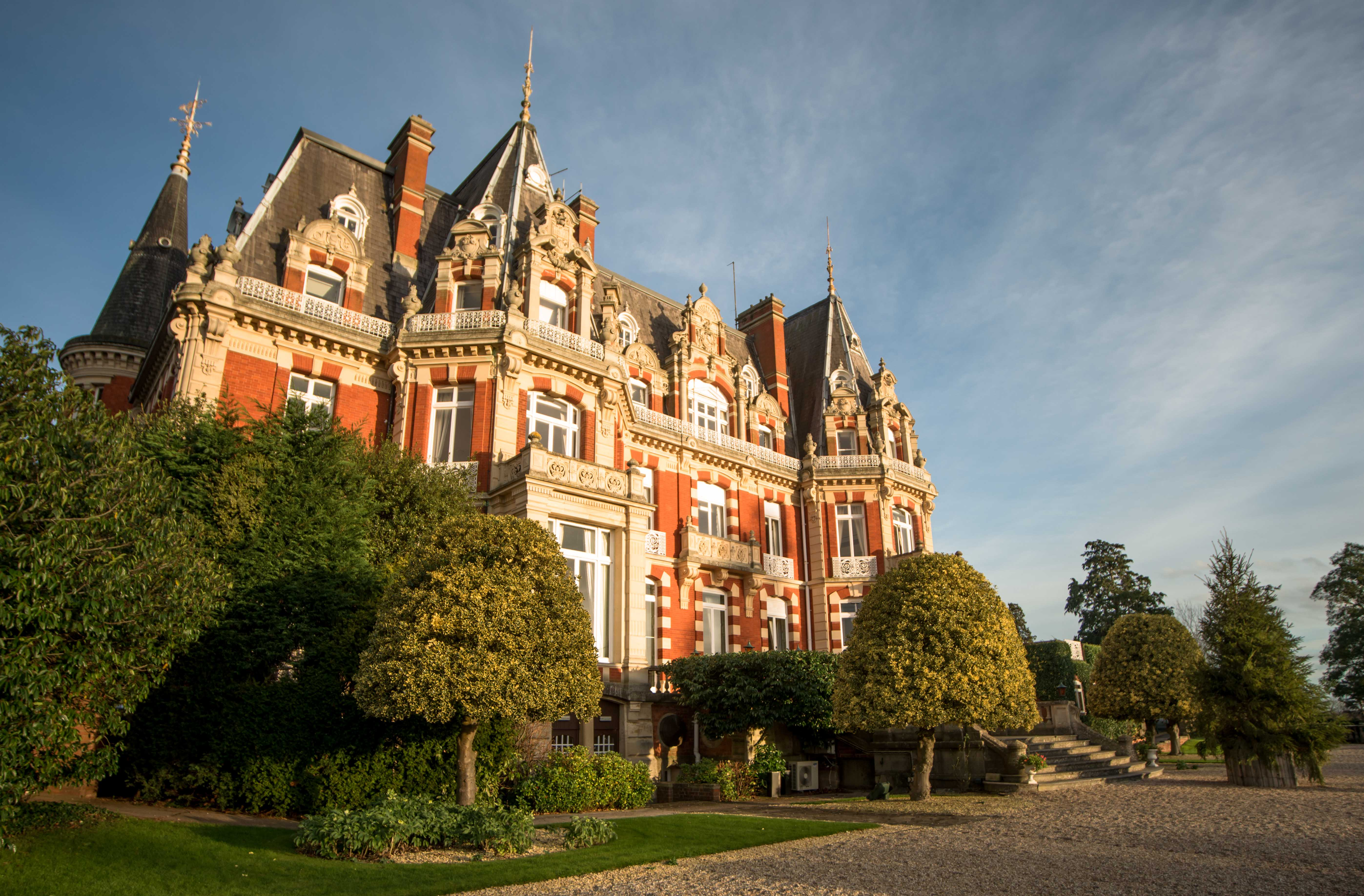
Château Impney.

- 1869-1875 : château Impney, Droitwich Spa, Royaume-Uni[6].